# Ole Kjær
Ole Kjær est un footballeur danois né le 16 août 1954 à Kolding. Il évoluait au poste de gardien de but.

## Biographie

### En club
Avec le club d'Esbjerg, il joue 4 matchs en Coupe d'Europe des clubs champions.

### En équipe nationale
International danois, il reçoit 26 sélections en équipe du Danemark entre 1977 et 1984. 
Il joue son premier match en équipe nationale le 2 février 1977 contre le Sénégal et son dernier le 14 mars 1984 contre les Pays-Bas.
Il fait partie du groupe danois lors de l'Euro 1984. Le Danemark atteint les demi-finales de la compétition, en étant éliminé par l'Espagne.

## Carrière
- 1974-1985 :  Esbjerg fB
- 1985-1989 :  Næstved BK

## Palmarès
Avec Esbjerg :
- Champion du Danemark en 1979
- Vainqueur de la Coupe du Danemark en 1976

## Distinctions personnelles
- Élu footballeur danois de l'année 1978